# Clan Katakura

Il mon (emblema) del clan Katakura

Il clan Katakura (片倉氏?, Katakura-shi) fu un clan giapponese della provincia di Mutsu.
La famiglia Katakura dichiarava di discendere da Fujiwara no Toshihito attraverso Katō Kagekado. Era presente nella provincia di Mutsu nel XIV° secolo come servitrice del clan Ōsaki. Tuttavia nel 1532 divennero vassalli del clan Date e così rimase fino al 1872. Durante il periodo Sengoku il clan Katakura prese parte alle maggiori campagne del clan Date. Il capo del clan, Katakura Kagetsuna divenne molto rinomato nel paese, ricevendo lodi anche da Toyotomi Hideyoshi che gli garantì un feudo (bypassando lo stato di Kagetsuna come vassallo di Date Masamune). Suo figlio ed erede Katakura Shigenaga combatté nell'assedio di Osaka.
Nel periodo Edo i capi del clan Katakura divennero karō con carica ereditaria nel dominio di Sendai. Il loro feudo aveva come centro il castello di Shiroishi (oggi Shiroishi) .
Shigenobu Katakura, sacerdote capo del Santuario di Aoba a Sendai, è il diretto discendente del clan.

## Capi clan
1. Katakura Kagekatsu
2. Katakura Kagefusa
3. Katakura Kagenobu
4. Katakura Kageharu
5. Katakura Kagetsune
6. Katakura Kagetoki
7. Katakura Kageshige
8. Katakura Kagesuke
9. Katakura Kageyuki
10. Katakura Kagehiro
11. Katakura Kagemura
12. Katakura Kageshige
13. Katakura Kagetsuna
14. Katakura Shigenaga[2]
15. Katakura Kagenaga
16. Katakura Muranaga
17. Katakura Murayasu
18. Katakura Muranobu
19. Katakura Murasada
20. Katakura Murakiyo
21. Katakura Muratsune
22. Katakura Kagesada
23. Katakura Munekage
24. Katakura Kuninori
25. Katakura Kagenori
26. Katakura Kagemitsu
27. Katakura Kenkichi
28. Katakura Nobumitsu
29. Shigenobu Katakura